# Sierra Carrascosa
Sierra Carrascosa är kullar i Spanien.   De ligger i provinsen Provincia de Teruel och regionen Aragonien, i den östra delen av landet, 280 km öster om huvudstaden Madrid.